# Cæsar Peter Møller Boeck

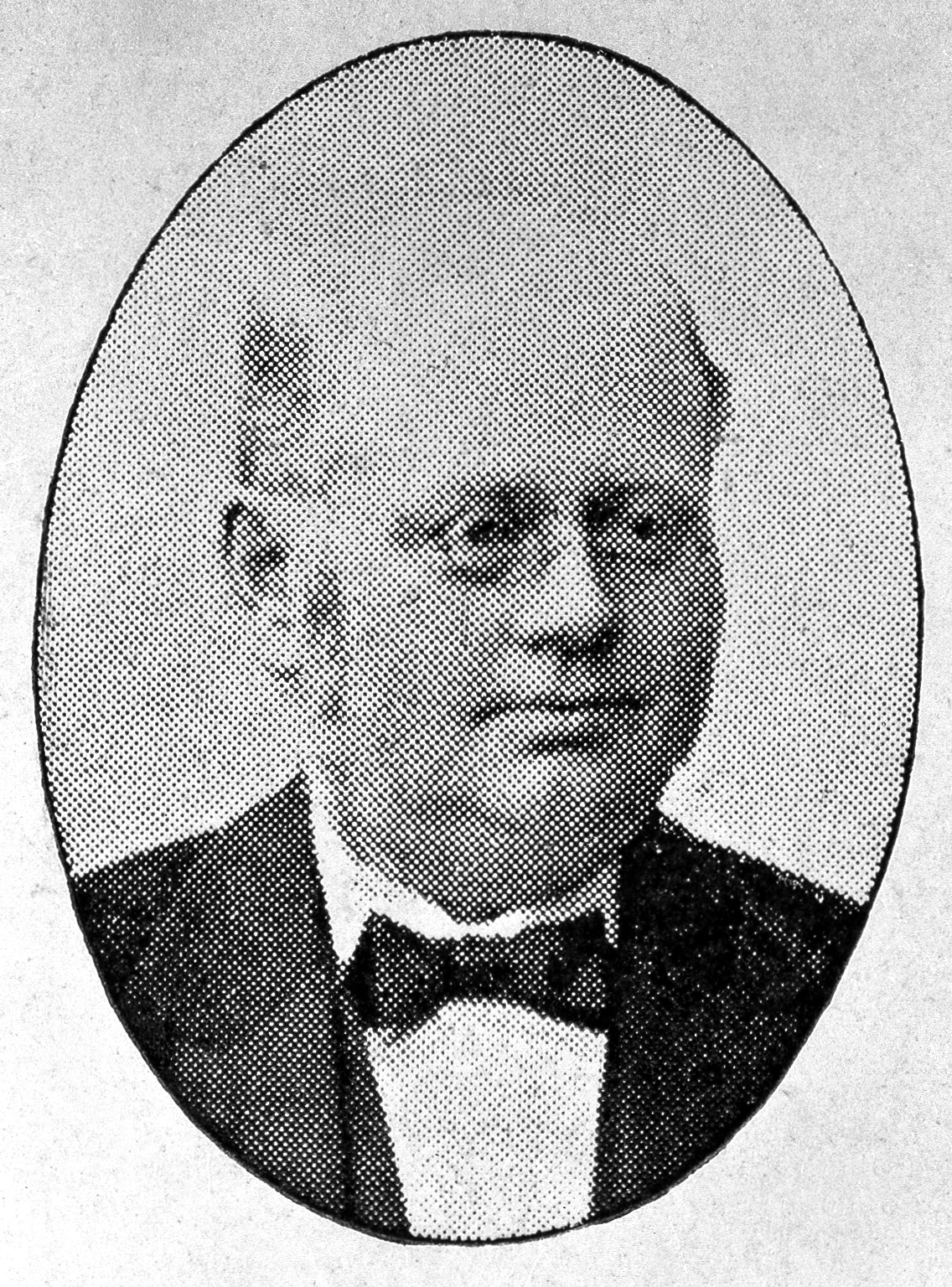
Cæsar Peter Møller Boeck

Cæsar Peter Møller Boeck (Lier (Buskerud) 28 september 1845 – Christiania (Oslo), 17 maart 1917) was een Noors dermatoloog van Vlaamse afkomst.
Boeck behaalde in 1871 zijn artsenbul aan de Universiteit van Christiania en werkte daarna onder Ferdinand van Hebra (1816-1880) in Wenen.
In 1889 werd Boeck benoemd tot hoofd dermatologie van het Rikshospitalet in Christiania en in 1896 hoogleraar. Hij was een neef (oomzegger) van dermatoloog Carl Wilhelm Boeck (1808-1875) en zoöloog Christian Peder Bianco Boeck (1798-1877).
Boeck is bekend geworden door zijn beschrijving en histologisch onderzoek van een granulomateuze aandoening die lymfeklieren en andere delen van het lichaam aandeed. In 1899 beschreef hij uitgebreid de huidveranderingen en de algemene schade aan lymfeklieren die met de aandoening samengingen. Hij publiceerde deze bevindingen in het artikel Multiple benign sarcoid of the skin. Deze aandoening zou later de “Boecks sarcoïdose” of de “ziekte van Besnier-Boeck-Schaumann” genoemd worden. Boeck was medeoprichter van het blad Tidsskrift for praktisk Medicin (1881–1886).
Boeck sprak vloeiend Duits, Engels en Frans en heeft in zijn carrière veel gereisd. Naast zijn werk was hij een groot kunstliefhebber; hij stelde een tentoonstelling samen: Rembrandt og Saskia i deres hjem (Rembrandt en Saskia in hun huis) en schonk na zijn dood zijn kunstcollectie aan het stadsmuseum van Drammen.
Boeck overleed in 1917 aan angina pectoris.